# 世界知识出版社
世界知识出版社有限公司（World Affairs Press Co. Ltd.）现为中华人民共和国外交部主管的书刊出版社，源自1934年胡愈之和邹韬奋创办的《世界知识》杂志，是具有广泛社会影响的权威性国际问题书刊出版社。

## 简介
经过数十年的发展壮大，世界知识出版社联系和团结了一大批具有较高业务水平的学者、作者队伍，同美国、日本、德国、加拿大、意大利、波兰、俄罗斯、印度、巴西、科威特、韩国、朝鲜、新加坡、台湾、香港特别行政区和澳门特别行政区等建立了版权贸易关系。有学术编辑部、市场编辑部和国际问题等图书编辑室及音像出版社、印刷厂。
世界知识出版社现有职工200余人，其中编辑出版人员占80%，具有高级专业职称40多人。编辑人员一般都掌握外语，能翻译和加工英、法、俄、日、西班牙、阿拉伯等多种外文稿件。
2011年12月31日，《财政部国家税务总局中宣部关于下发世界知识出版社等35家中央所属转制文化企业名单的通知》（财税〔2011〕120号）称，“按照《财政部国家税务总局中宣部关于转制文化企业名单及认定问题的通知》（财税〔2009〕105号）的规定，世界知识出版社等35家中央所属文化企业已被认定为转制文化企业”。此后，世界知识出版社由外交部直属事业单位转为全民所有制企业，出资人为财政部。

## 出版物
世界知识出版社已出版图书近4000种，近年来每年出版300余种，内容涉及国际政治、外交、经济、文化、军事、科技、人文社科综合类及英语普及读物。有译著，也有专著；有传记，也有纪实文学作品。其中许多是国家和行业重点图书、国内外一流学者的优秀成果，如《战后大国外交史系列》、《国际关系史》、《中华人民共和国外交史》、《中国外交》、《冷战史》、《五千年中外文化交流史》等，还出版了一批引进版权的海外名著佳作中译本，如《第三帝国的兴亡》、《美国对华政策文件集》、《国际关系经典论著系列》、《国家大战略系列》、《国际政治经济学系列》、《费正清文集》、《尼克松文集》、《基辛格回忆录》等，在知识界和广大的青年读者中赢得好评，因此也在国内外享有很高的声誉。出版社着力出版传播经典论著的同时，关注普通读者需求，推出了许多受欢迎的大众读物，如《世界上最伟大的推销员》、《外国习俗丛书》、《探索古文明系列》等。近年来，配合新东方学校、英语沙龙学校的教学，出版社的英语图书出版蓬勃发展，成为图书市场的重要力量，英语图书重印率达70%。
世界知识出版社出版的人物传记和回忆录，囊括了百余名当代国际著名人物：尼克松、基辛格、老布什、里根、戴高乐、希拉克、科尔、施密特、密特朗、萨达姆、侯赛因、卡扎菲、佩雷斯、米洛舍维奇、杜鲁门、赫鲁晓夫、戈尔巴乔夫、叶利钦等。
现世界知识出版社有《世界知识》、《世界知识画报》、《世界博览》、《英语沙龙》、《英语文摘》、《世界知识年鉴》六个杂志编辑部和国际问题、综合、新东方英语、阿拉伯文学等图书编辑室及音像出版社。